# لیزوفسفاتیدیل کولین

ساختار عمومی لیزوفسفاتیدیل کولین، که R یک زنجیره اسید چرب است.

لیزوفسفاتیدیل کولین (انگلیسی: Lysophosphatidylcholine) یا لیزولسیتین یکی از مشتقات فسفاتیدیل کولین است. بر اثر عملکرد آنزیم فسفولیپازA۲ فسفاتیدیل کولین هیدرولیز و با از دست دادن یک اسید چرب به لیزوفسفاتیدیل کولین تبدیل می‌شود.